# Schronbachalm
Die Schronbachalm ist eine Alm in den Bayerischen Voralpen. Sie liegt im Gemeindegebiet von Lenggries. Die Almhütte der Schronbachalm  ist in den Sommermonaten bewirtschaftet.
Das Almgebiet befindet sich im Schronbachtal zwischen Hohem Zwiesler im Norden und Falkenberg mit Adamskopf im Süden. Die Alm ist über einen Fahrweg vom Sylvensteinspeicher aus erreichbar.